# 广西油果樟
广西油果樟（学名：Syndiclis kwangsiensis），为樟科油果樟属下的一个植物种。